# Jack McGlynn
Jack McGlynn, né le 7 juillet 2003 à Middle Village, dans le Queens aux États-Unis, est un joueur international américain de soccer qui joue au poste de milieu de terrain au Dynamo de Houston en MLS.

## Biographie

### En club
Né à Middle Village, dans le Queens aux États-Unis, Jack McGlynn est formé au Union de Philadelphie, qu'il rejoint en 2019. Le 6 mars 2020, il signe son premier contrat professionnel, à l'âge de seize ans.
McGlynn fait sa première apparition avec l'équipe première de Philadelphie le 15 avril 2021, à l'occasion d'une rencontre de la Ligue des champions de la CONCACAF face au Deportivo Saprissa. Il entre en jeu et son équipe s'impose par quatre buts à zéro.
Le 20 septembre 2022, il est classé dixième au palmarès 2022 des 22 joueurs de moins de 22 ans en MLS.
Le 3 février 2025, Jack McGlynn rejoint le Dynamo de Houston pour un contrat d'un an avec une option pour deux années supplémentaires. Le club de Philadelphie garde un pourcentage sur une éventuelle revente,.

### En sélection

#### En jeunes
Jack McGlynn est sélectionné avec l'équipe des États-Unis des moins de 20 ans pour participer au championnat de la CONCACAF des moins de 20 ans en 2022. Lors de cette compétition il joue sept matchs dont trois comme titulaire, et marque deux buts. Il participe à la finale de cette compétition remportée par six buts à zéro le 4 juillet 2022 face à la République dominicaine, où il marque notamment un but après être entré en jeu. Les États-Unis remportent ainsi un troisième titre consécutif dans cette compétition.
Avec les moins de 20 ans McGlynn est également retenu pour participer à la coupe du monde des moins de 20 ans en 2023.
En mai 2024, McGlynn est retenu dans une liste de 25 joueurs pour participer à un camp d'entraînement avec l'équipe des États-Unis des moins de 23 ans à Kansas City.

#### Avec les A
Le 5 janvier 2024, Jack McGlynn est convoqué pour la première fois avec l'équipe nationale des États-Unis par le sélectionneur Gregg Berhalter. Il honore sa première sélection le 20 janvier 2024, lors d'un match amical contre la Slovénie. Il entre en jeu et son équipe est battue par un but à zéro.

## Palmarès

### En club
Philadelphia Union
- Finaliste de la MLS en 2022

### En sélection
États-Unis -20 ans
- Vainqueur du championnat de la CONCACAF des moins de 20 ans en 2022